# セルジョ・バランチーノ

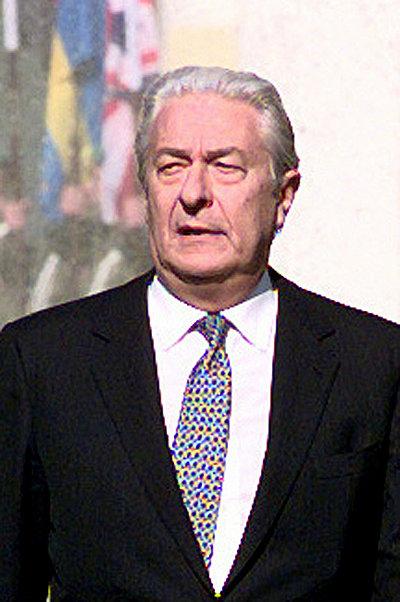
セルジョ・バランチーノ（1998年10月23日）

セルジョ・シルヴィオ・バランチーノ（Sergio Silvio Balanzino、1934年6月20日 - 2018年2月25日）は、イタリアの外交官である。

## 生涯
1934年6月20日にボローニャで生まれた。
ローマ・ラ・サピエンツァ大学で法律を学び、1956年から1957年までウィスコンシン大学マディソン校に留学した。大学卒業後、1958年にイタリア外務省に入省した。
1990年5月から1994年1月まで駐カナダ大使を務めた。1994年から2001年までNATO事務次長を務め、その間に事務総長代理を2度務めた。1994年8月13日にマンフレート・ヴェルナーが在任中に死去したため、後任のウィリー・クラースが10月に就任するまでバランチーノが事務総長代理となった。そのクラースは収賄容疑により1995年10月20日に辞任し、後任のハビエル・ソラナが12月に就任するまでバランチーノが事務総長代理となった。
春季にはロヨラ大学ローマセンターで教鞭をとっていた。
1999年1月21日にイタリア共和国功労勲章カヴァリエーレ・ディ・グラン・クローチェを受章した。
2018年2月25日にブリュッセルで死去した。